# Кальвіньяно
Кальвіньяно (італ. Calvignano) — муніципалітет в Італії, у регіоні Ломбардія, провінція Павія.
Кальвіньяно розташоване на відстані близько 440 км на північний захід від Рима, 55 км на південь від Мілана, 23 км на південь від Павії.
Населення — 131 особа (2014).

## Демографія
Населення за роками:

Станом на 1 січня 2023 року в муніципалітеті офіційно проживало 8 іноземців з 3 країн, серед них 5 громадян країн Євросоюзу.

## Сусідні муніципалітети
- Борго-Пріоло
- Кастеджо
- Корвіно-Сан-Куїрико
- Монтальто-Павезе
- Оліва-Джессі